# Bytový dům
Bytový dům je stavbou pro bydlení, která není rodinným domem a ve které více než polovina podlahové plochy odpovídá požadavkům na trvalé bydlení a je k tomuto účelu určena. S termínem "bytový dům" pracuje vyhláška č. 501/2006 Sb., o obecných požadavcích na využívání území: "bytový dům" je užit v definici "stavby pro bydlení", nicméně samotný pojem "bytový dům" ve vyhlášce definován není.

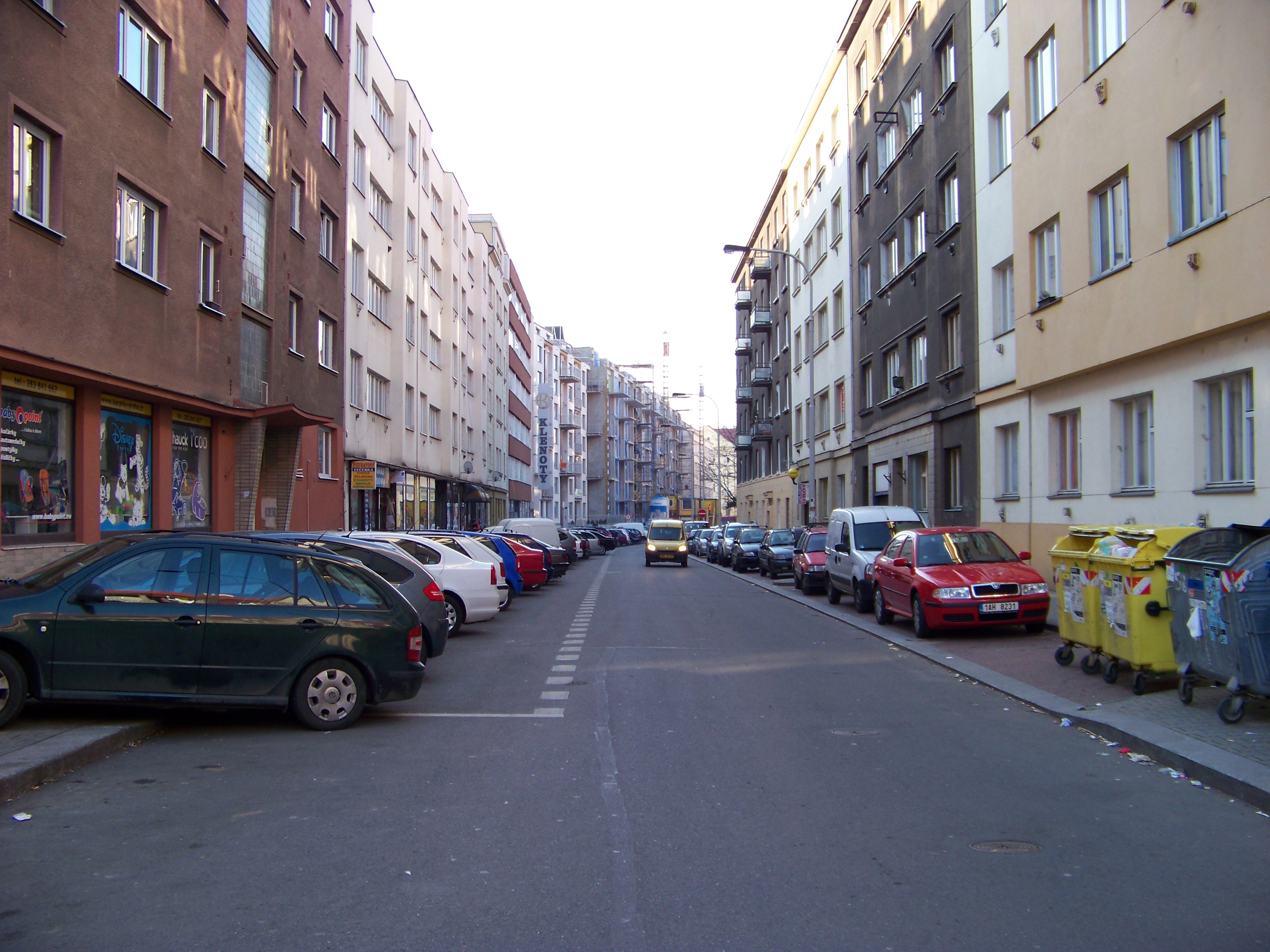
Ulice s bytovými domy v Praze-Libni

## Bytové domy podle začlenění do okolí

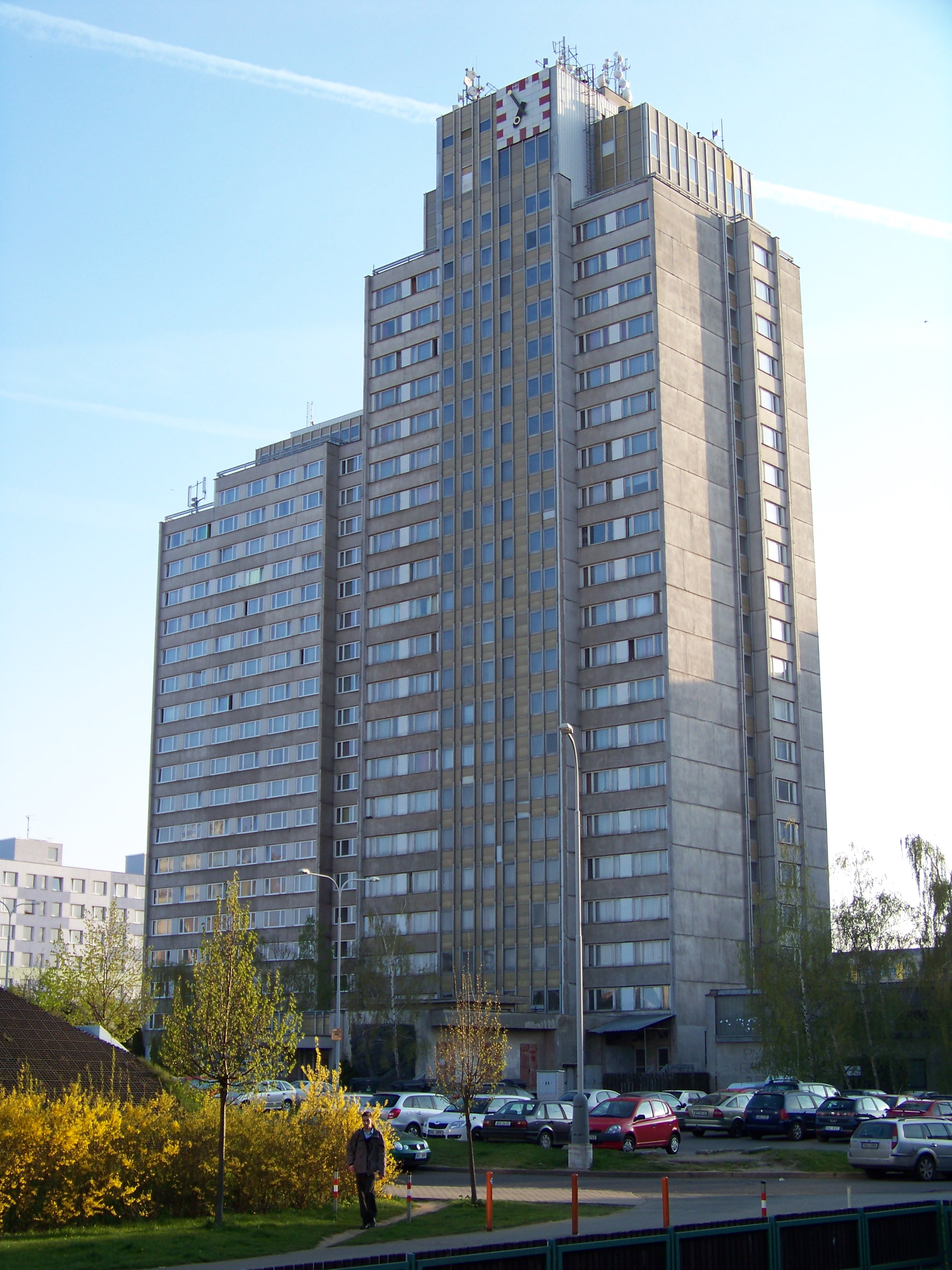
Samostatně stojící panelové věžáky v Praze-Hájích

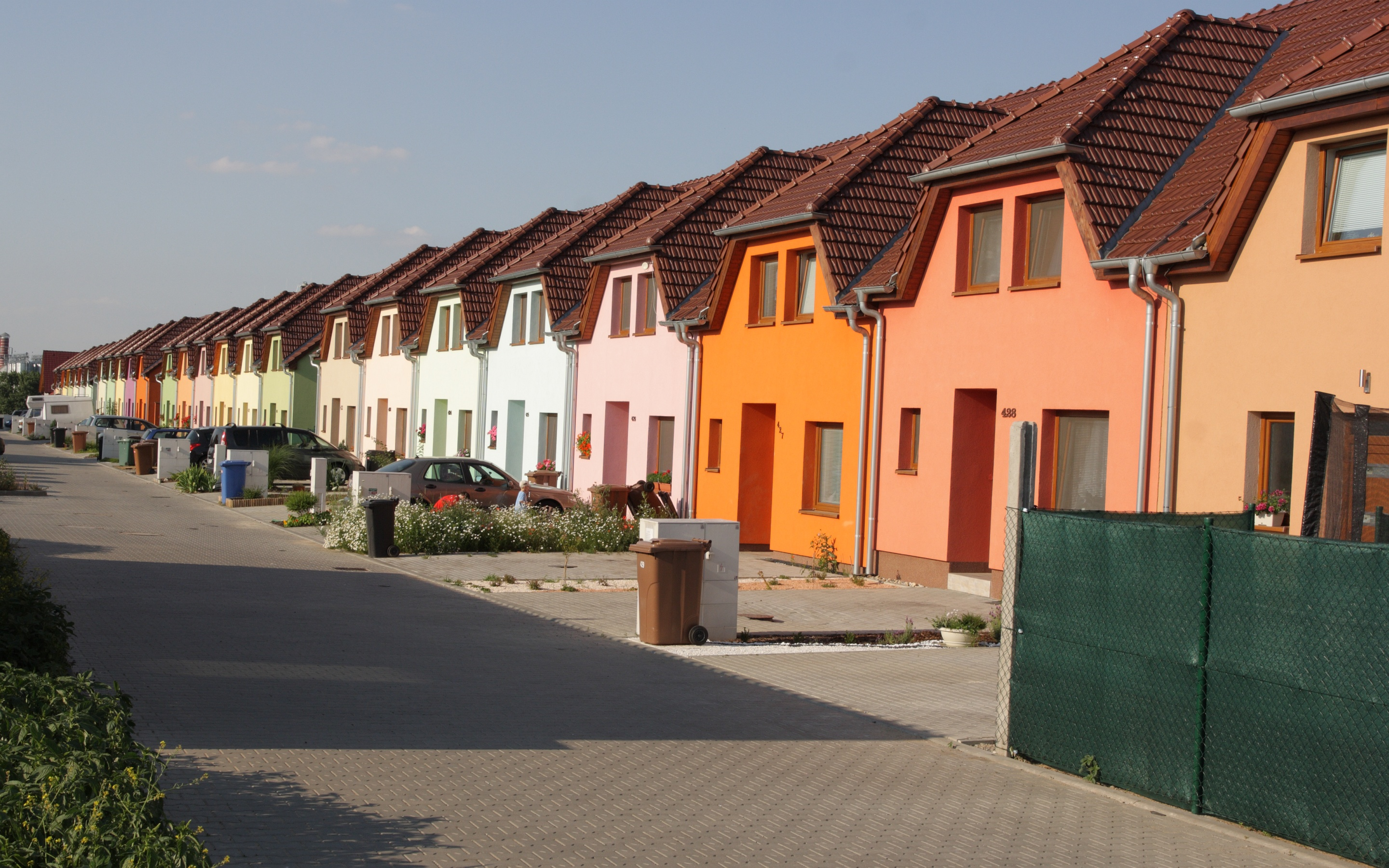
Řadové domky v Holasicích

Samostatně stojící – dům má kolem sebe nezastavěnou plochu, přestože může stát v intenzivně zastavěném území. Příkladem jsou panelové domy na sídlištích. Řadový dům – stojí v kontaktu s dalšími domy. Může jít o souvislé řady domů nebo blokovou zástavbu. Specifickou formou je rohový dům (slangově rohák), který zasahuje do dvou různých ulic, do nichž má i vchody. Například v Praze může mít i dvě adresy (dvě orientační čísla) podle polohy v obou ulicích. Viladům – specifická forma, kdy v domě se dvěma nebo třemi nadzemními podlažími jsou samostatné byty, přestože velikostí by takový dům odpovídal spíše rodinnému domu.

## Bytové domy podle vlastnické struktury
- Nájemní dům (činžovní) – stavba patří majiteli, který prostory v domě pronajímá. Majitelem může být jak fyzická, tak právnická osoba.
- Dům v družstevním vlastnictví – budova patří bytovému družstvu, právnické osobě složené z majitelů družstevních podílů. Nájemci bytů jsou zpravidla tito členové družstva. Nájem družstevního bytu se řídí ustanoveními občanského zákoníku o nájmu bytu s odchylkami podle zákona o obchodních korporacích, dále stanovami příslušného bytového družstva a nájemní smlouvou.
- Dům s jednotkami – je to budova rozdělená prohlášením vlastníka budovy na jednotlivé bytové či nebytové jednotky, které jsou ve výlučném vlastnictví vlastníků jednotek. Jednotky jsou zapsány v katastru nemovitostí a jsou samostatným předmětem právních vztahů. Společné části domu jsou ve spoluvlastnictví vlastníků jednotek. Správu společných částí většinou zajišťuje právnická osoba společenství vlastníků jednotek (SVJ). Rozlišují se dva druhy jednotek podle právní úpravy účinné v době jejich vzniku. Jednotka podle zákona o vlastnictví bytů (č. 72/1994 Sb.) zahrnuje pouze byt či nebytový prostor; vlastnictví jednotky je spojené se spoluvlastnickým podílem na společných částech domu. Jednotka podle zákona č. 89/2012 Sb., občanský zákoník, zahnuje zásadně vedle vlastního bytu či nebytového prostoru také podíl na společných částech nemovité věci (zpravidla domu a pozemku).

Na jednotky může být rozdělen také dům vlastněný družstvem. V takovém případě je družstvo vlastníkem těchto tzv. družstevních jednotek. V praxi jsou také velmi běžné situace, kdy část jednotek v domě vlastní bytové družstvo, zatímco část vlastní individuální vlastníci.

## Domovní infrastruktura
Součástí bytových domů je mimo energetických sítí a potrubních rozvodů také další infrastruktura, která je pro bytové domy typická.
- Výtah – osobní, nákladní, výtah pro dopravu automobilů do podzemního parkoviště.
- Rozvody STA – společná televizní anténa zahrnuje i přijímací zařízení, nejde jen o rozvod jako u kabelové televize.
- Domovní telefon – systém pro komunikaci s příchozími jak u domovních, tak bytových dveří. Nahrazuje i bytový zvonek. Umožňuje dálkové odemykání domovního vchodu (více vchodů). Mimo hlasovou komunikaci může být vybaven i videem. Video je zpravidla jednosměrné, obyvatel bytu vidí návštěvníka, zpětný kanál není zřízen. Moderní systémy dovolují propojit domovní telefon se smartphonem. Lze potom komunikovat s návštěvníkem odkudkoli ze světa, bez nutnosti být přítomen v bytě.
- Schránky na dopisy – uzamykatelné skříňky určené pro dodávku poštovních zásilek a předplaceného tisku. Často jsou zneužívány pro šíření nevyžádaného papírového spamu, letáků, reklamních tiskovin, politických pamfletů a tiskovin šířených místní politickou reprezentací (tzv. radniční noviny). Při starším způsobu umístění jsou schránky uvnitř domu poblíž domovních dveří. Legálním doručovatelům musí být umožněn vstup do domu, což zhoršuje bezpečnost obyvatel. Moderní způsob je umístění schránek v poloveřejném prostoru na pozemku domu, ale ještě před domovními dveřmi.
- Stanoviště nádob na odpad – v některých obcích nesmějí být nádoby na směsný odpad umístěny na veřejných plochách, ale pouze na pozemku příslušném k domu. Často je situace řešena tak, že nádoby jsou umístěny uvnitř domu, ale před svozem je pověřená osoba vynese na ulici a prázdné vrátí zpět. Nádoby na odpad jsou tak přístupné jen oprávněným osobám. Poměrně vzácně se lze setkat se systémem shozů. Svislá šachta prochází všemi podlažími, v každém podlaží jsou ve společných prostorách umístěna vhozová dvířka a pod spodním vyústěním šachty je velkoobjemový kontejner.
- Zařízení k ochraně před požárem a pro zdolávání požáru:
  - Elektrická požární signalizace – soustava hlásičů, čidel a ústředny, která v případě požáru zajistí příjezd odborníků na požáry (hasičů)
  - Nouzové osvětlení – svítidla, která osvětlují únikové cesty při výpadku dodávek elektrické energie, mohou být s vestavěným akumulátorem nebo s napájením z centrální baterie
  - Suchovod – potrubí k přivedení vody na místo hašení; zvnějšku domu na úrovni terénu je vstup pro napojení na čerpadlo hasičského automobilu, na jednotlivých patrech a na střeše je možno připojit hadici
  - Záložní napájení výtahu – zdroj nepřerušovaného napájení, který umožní provozovat výtah i při výpadku napájení
- Zařízení k ochraně před bleskem – hromosvodní soustava složená z jímačů na střeše, svodů a uzemňovací soustavy
- Zabezpečovací zařízení – čidla, hlásiče, kamerový systém; výstupy jsou vyvedeny do recepce budovy, je-li taková nebo na pult centralizované ochrany příslušné hlídací agentury

## Nebytové prostory
Bytový dům může obsahovat mimo byty i další nebytové prostory v různém rozsahu mezi něž se řadí sklepy nebo garážová stání.